# Буттенхайм
Буттенхайм (нем. Buttenheim) — община в Германии, в земле Бавария.
Подчиняется административному округу Верхняя Франкония. Входит в состав района Бамберг. Население составляет 3354 человека (на 31 декабря 2010 года). Занимает площадь 30,03 км².

## Население
По оценке на 31 декабря 2015 года население общины составляет 3549 чел.
| Дата      | 1840 | 1871 | 1900 | 1925 | 1939 | 1950 | 1961 | 1970 | 1987 | 2011 |
| --------- | ---- | ---- | ---- | ---- | ---- | ---- | ---- | ---- | ---- | ---- |
| Население | 2172 | 2033 | 1847 | 1856 | 1882 | 2448 | 2378 | 2619 | 2786 | 3433 |

| Год       | 1960 | 1970 | 1980 | 1990 | 2000 | 2009 | 2010 | 2011 | 2012 | 2013 | 2014 | 2015 |
| --------- | ---- | ---- | ---- | ---- | ---- | ---- | ---- | ---- | ---- | ---- | ---- | ---- |
| Население | 2313 | 2641 | 2704 | 2843 | 3125 | 3337 | 3354 | 3459 | 3435 | 3472 | 3520 | 3549 |

## Это интересно
В Буттенхайме в 1829 году родился изобретатель джинсов Ливай (Лёб) Страусс. В настоящее время в Буттенхайме в том доме, где он родился организован музей Ливая Страусса и джинсов.

## Фотогалерея

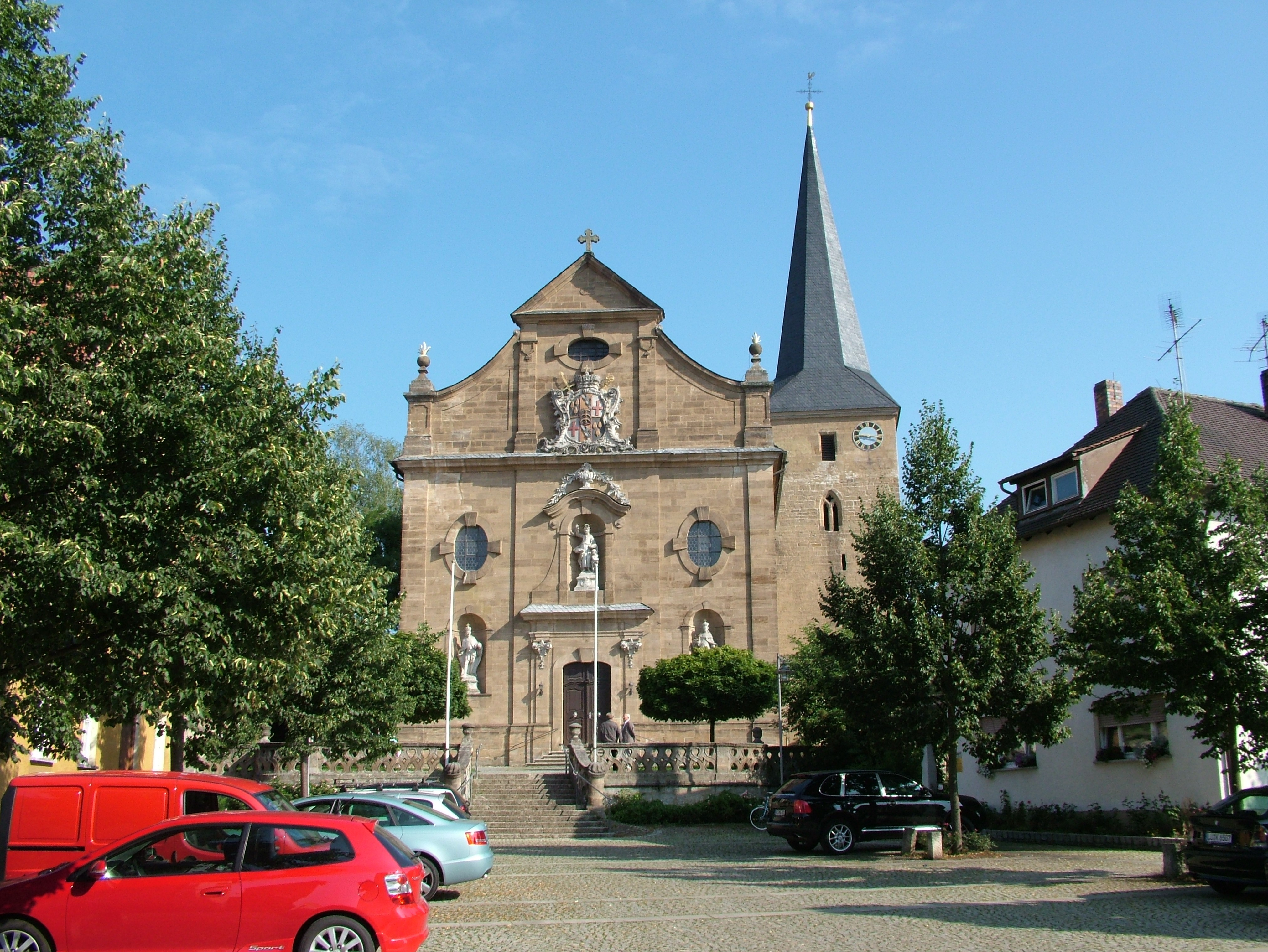
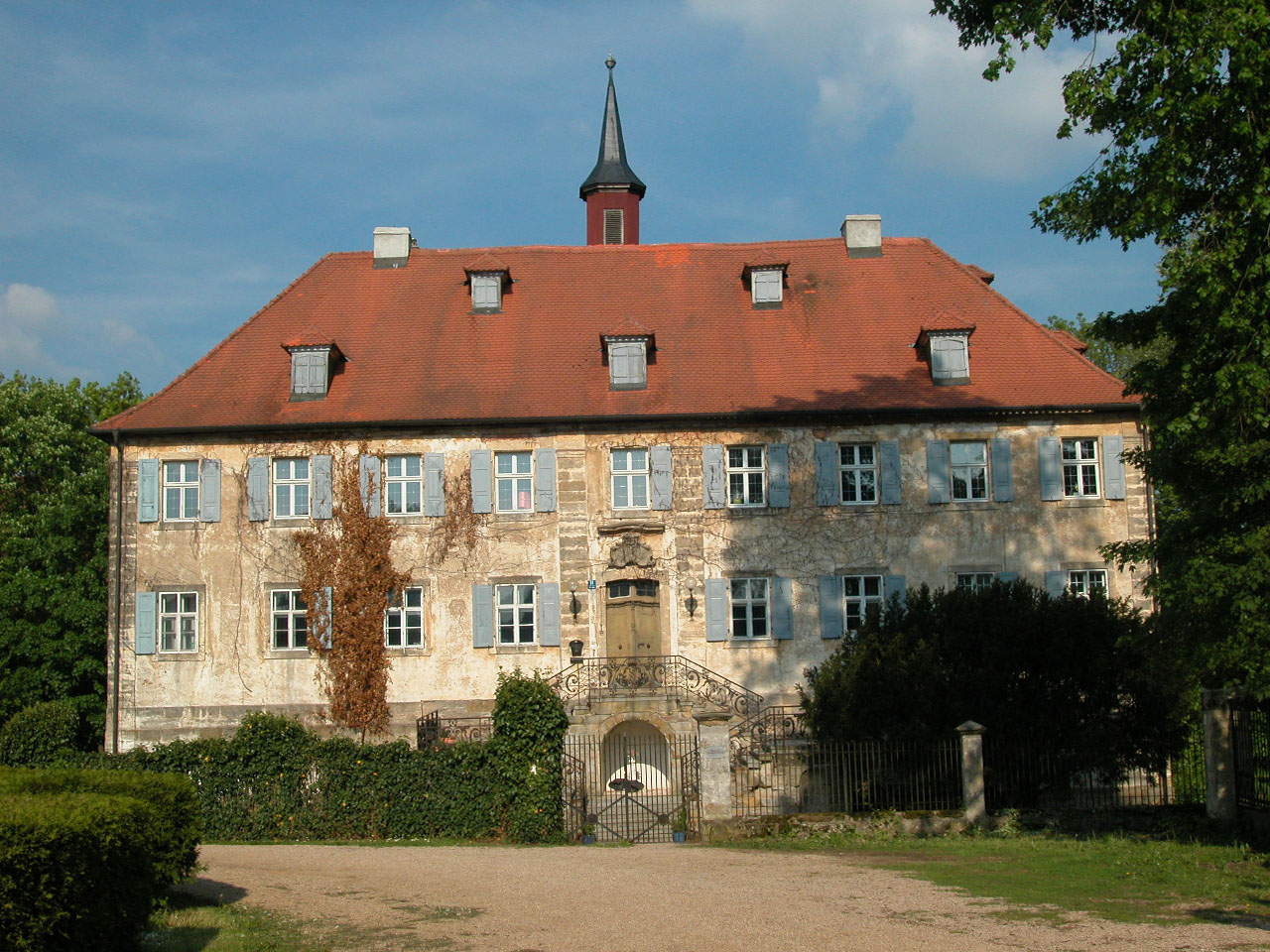
Замок
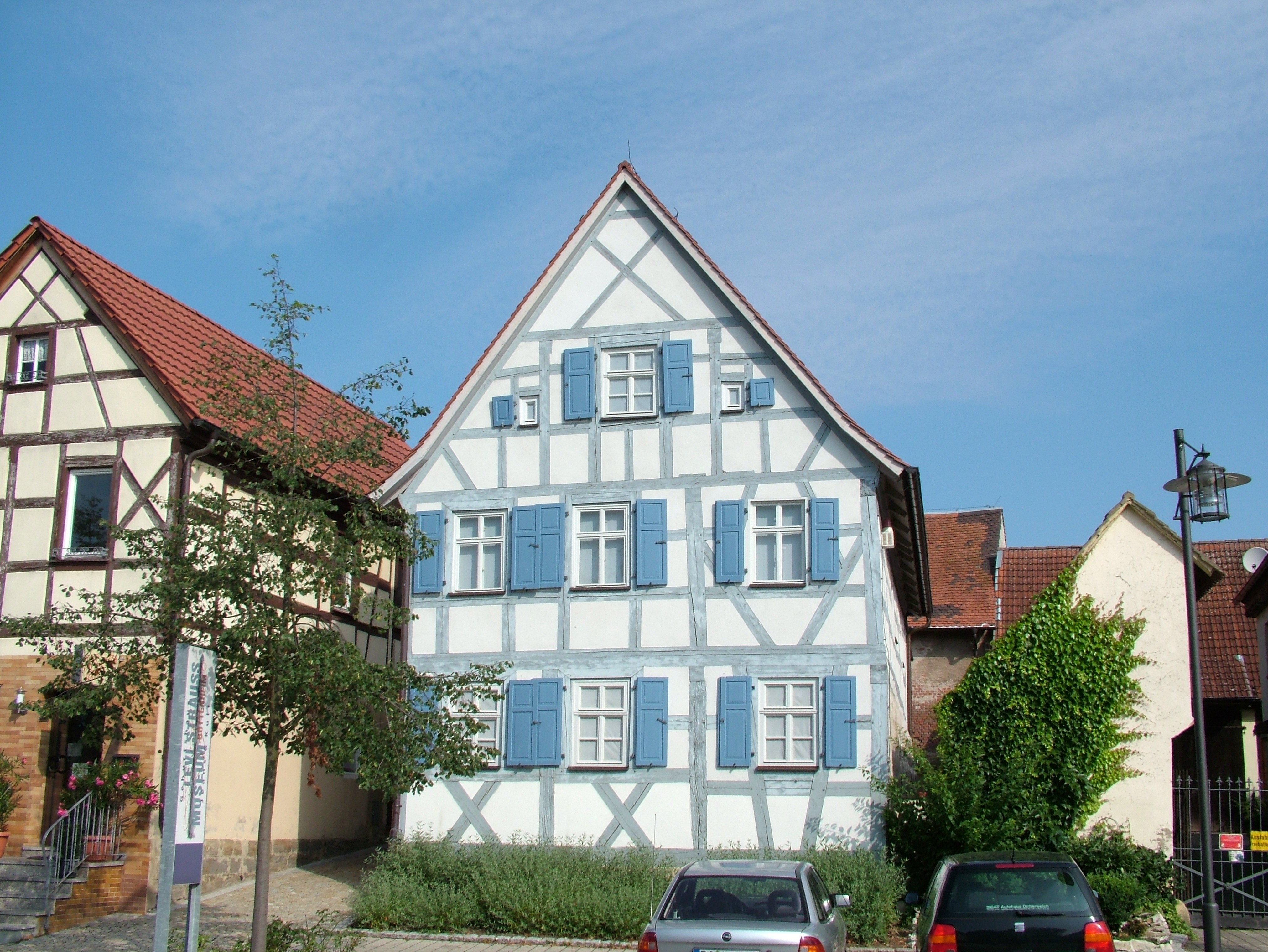
Музей Ливая Страусса и джинсов